# U-21-Fußball-Europameisterschaft 2017/Gruppe B
| Pl. | Land           | Sp. | S | U | N | Tore    | Diff. | Punkte |
| --- | -------------- | --- | - | - | - | ------- | ----- | ------ |
| 1.  | Spanien        | 3   | 3 | 0 | 0 | 009:100 | +8    | 09     |
| 2.  | Portugal       | 3   | 2 | 0 | 1 | 007:500 | +2    | 06     |
| 3.  | Serbien        | 3   | 0 | 1 | 2 | 002:500 | −3    | 01     |
| 4.  | Nordmazedonien | 3   | 0 | 1 | 2 | 004:110 | −7    | 01     |

Gruppe B der U-21-Fußball-Europameisterschaft 2017

## Portugal – Serbien 2:0 (1:0)
| Portugal                                                             | Portugal | Serbien | Serbien |
| -------------------------------------------------------------------- | --- | --- | ------- |
| Portugal                                                             | \| 17. Juni 2017 um 18 Uhr in Bydgoszcz (Zdzisław-Krzyszkowiak-Stadion) \| \| Zuschauer: 10.724 \| \| Schiedsrichter: Benoît Bastien ( Frankreich) \| \| Spielbericht \|                                                                     | \| 17. Juni 2017 um 18 Uhr in Bydgoszcz (Zdzisław-Krzyszkowiak-Stadion) \| \| Zuschauer: 10.724 \| \| Schiedsrichter: Benoît Bastien ( Frankreich) \| \| Spielbericht \| | Serbien |
| Portugal                                                             | Bruno Varela – Kévin Rodrigues, Rúben Semedo, Edgar Ié, João Cancelo – Bruno Fernandes , Rúben Neves, João Carvalho (59. Renato Sanches) – Diogo Jota (46. Bruma), Daniel Podence (68. Iuri Medeiros), Gonçalo Guedes Cheftrainer: Rui Jorge | Vanja Milinković-Savić – Nemanja Antonov, Miloš Veljković, Vukašin Jovanović, Milan Gajić – Mijat Gaćinović, Nemanja Maksimović, Marko Grujić (68. Nemanja Radonjić), Andrija Živković – Aleksandar Čavrić (46. Srđan Plavšić), Uroš Đurđević (74. Ognjen Ožegović) Cheftrainer: Nenad Lalatović | Serbien |
| Portugal                                                             | 1:0 Gonçalo Guedes (37.) 2:0 Bruno Fernandes (88.) | | Serbien |
| Portugal                                                             | Semedo (19.), Bruma (78.), Fernandes (81.) | Grujić (4.), Gaćinović (51.), Antonov (55.), Gajić (70.) | Serbien |
| Portugal                                                             | Spieler des Spiels: Bruno Fernandes (Portugal) | | Serbien |
| 17. Juni 2017 um 18 Uhr in Bydgoszcz (Zdzisław-Krzyszkowiak-Stadion) | | |         |
| Zuschauer: 10.724                                                    | | |         |
| Schiedsrichter: Benoît Bastien ( Frankreich)                         | | |         |
| Spielbericht                                                         | | |         |

## Spanien – Mazedonien 5:0 (3:0)
| Spanien                                              | Spanien | Mazedonien | Mazedonien |
| ---------------------------------------------------- | --- | --- | ---------- |
| Spanien                                              | \| 17. Juni 2017 um 20:45 Uhr in Gdynia (GOSiR-Stadion) \| \| Zuschauer: 8.269 \| \| Schiedsrichter: Harald Lechner ( Österreich) \| \| Spielbericht \|                                                                                         | \| 17. Juni 2017 um 20:45 Uhr in Gdynia (GOSiR-Stadion) \| \| Zuschauer: 8.269 \| \| Schiedsrichter: Harald Lechner ( Österreich) \| \| Spielbericht \| | Mazedonien |
| Spanien                                              | Kepa – José Gayà, Jesús Vallejo, Jorge Meré, Héctor Bellerín – Marcos Llorente – Marco Asensio (81. Mikel Oyarzabal), Saúl, Denis Suárez, Gerard Deulofeu (63. Dani Ceballos) – Sandro Ramírez (74. Iñaki Williams) Cheftrainer: Albert Celades | Igor Aleksovski – Besir Demiri, Darko Velkoski, Gjoko Zajkov, Egzon Bejtulai – Enis Bardhi, Boban Nikolov – Kire Markoski (46. Nikola Gjorgjev), David Babunski (76. Tihomir Kostadinov), Marjan Radeski – Viktor Angelov (46. Elif Elmas) Cheftrainer: Blagoja Milevski | Mazedonien |
| Spanien                                              | 1:0 Saúl (10.) 2:0 Marco Asensio (16.) 3:0 Gerard Deulofeu (35., Foulelfmeter) 4:0 Marco Asensio (54.) 5:0 Marco Asensio (72.) | | Mazedonien |
| Spanien                                              | Meré (3.) | | Mazedonien |
| Spanien                                              | Spieler des Spiels: Marco Asensio (Spanien) | | Mazedonien |
| 17. Juni 2017 um 20:45 Uhr in Gdynia (GOSiR-Stadion) | | |            |
| Zuschauer: 8.269                                     | | |            |
| Schiedsrichter: Harald Lechner ( Österreich)         | | |            |
| Spielbericht                                         | | |            |

## Serbien – Mazedonien 2:2 (1:0)
| Serbien                                                              | Serbien | Mazedonien | Mazedonien |
| -------------------------------------------------------------------- | --- | --- | ---------- |
| Serbien                                                              | \| 20. Juni 2017 um 18 Uhr in Bydgoszcz (Zdzisław-Krzyszkowiak-Stadion) \| \| Zuschauer: 5.121 \| \| Schiedsrichter: Bobby Madden ( Schottland) \| \| Spielbericht \| | \| 20. Juni 2017 um 18 Uhr in Bydgoszcz (Zdzisław-Krzyszkowiak-Stadion) \| \| Zuschauer: 5.121 \| \| Schiedsrichter: Bobby Madden ( Schottland) \| \| Spielbericht \|                                                                                                   | Mazedonien |
| Serbien                                                              | Vanja Milinković-Savić – Nemanja Antonov (77. Ognjen Ožegović), Miloš Veljković, Vukašin Jovanović, Milan Gajić (46. Aleksandar Filipović) – Mijat Gaćinović, Nemanja Maksimović, Marko Grujić (52. Mihailo Ristić), Andrija Živković – Srđan Plavšić, Uroš Đurđević Cheftrainer: Nenad Lalatović | Igor Aleksovski – Besir Demiri, Darko Velkoski, Gjoko Zajkov, Mevlan Murati – Enis Bardhi, Boban Nikolov – Kire Markoski, David Babunski (58. Elif Elmas), Marjan Radeski (86. Filip Pivkovski) – Daniel Avramovski (46. Nikola Gjorgjev) Cheftrainer: Blagoja Milevski | Mazedonien |
| Serbien                                                              | 1:0 Mijat Gaćinović (24.) 2:2 Uroš Đurđević (90.) | 1:1 Enis Bardhi (64., Handelfmeter) 1:2 Nikola Gjorgjev (83.) | Mazedonien |
| Serbien                                                              | Grujić (23.), Plavšić (85.), Jovanović (85.), Veljković (90.+4′), Milinković-Savić (90.+5′), Pankov (90.+5′) | Markoski (14.), Elmas (60.) | Mazedonien |
| Serbien                                                              | Pankov (90.+5′) | | Mazedonien |
| Serbien                                                              | Spieler des Spiels: Mijat Gaćinović (Serbien) | | Mazedonien |
| 20. Juni 2017 um 18 Uhr in Bydgoszcz (Zdzisław-Krzyszkowiak-Stadion) | | |            |
| Zuschauer: 5.121                                                     | | |            |
| Schiedsrichter: Bobby Madden ( Schottland)                           | | |            |
| Spielbericht                                                         | | |            |

## Portugal – Spanien 1:3 (0:1)
| Portugal                                             | Portugal | Spanien | Spanien |
| ---------------------------------------------------- | --- | --- | ------- |
| Portugal                                             | \| 20. Juni 2017 um 20:45 Uhr in Gdynia (GOSiR-Stadion) \| \| Zuschauer: 13.862 \| \| Schiedsrichter: Tobias Stieler ( Deutschland) \| \| Spielbericht \|                                                                                           | \| 20. Juni 2017 um 20:45 Uhr in Gdynia (GOSiR-Stadion) \| \| Zuschauer: 13.862 \| \| Schiedsrichter: Tobias Stieler ( Deutschland) \| \| Spielbericht \|                                                                                    | Spanien |
| Portugal                                             | Bruno Varela – Kévin Rodrigues, Rúben Semedo, Edgar Ié, João Cancelo – Renato Sanches (73. Ricardo Horta), Rúben Neves, João Carvalho (66. Gonçalo Paciência) – Gonçalo Guedes, Bruno Fernandes , Daniel Podence (57. Bruma) Cheftrainer: Rui Jorge | Kepa – Jonny Otto, Jesús Vallejo, Jorge Meré, Héctor Bellerín – Saúl, Marcos Llorente, Dani Ceballos – Marco Asensio (90. Mikel Merino), Sandro Ramírez (75. Iñaki Williams), Gerard Deulofeu (82. Denis Suárez) Cheftrainer: Albert Celades | Spanien |
| Portugal                                             | 1:2 Bruma (77.) | 0:1 Saúl (21.) 0:2 Sandro Ramírez (65.) 1:3 Iñaki Williams (90.+3′) | Spanien |
| Portugal                                             | Neves (4.), Fernandes (70.), Paciência (75.), Semedo (79.) | Ceballos (57.) | Spanien |
| Portugal                                             | Spieler des Spiels: Jesús Vallejo (Spanien) | | Spanien |
| 20. Juni 2017 um 20:45 Uhr in Gdynia (GOSiR-Stadion) | | |         |
| Zuschauer: 13.862                                    | | |         |
| Schiedsrichter: Tobias Stieler ( Deutschland)        | | |         |
| Spielbericht                                         | | |         |

## Mazedonien – Portugal 2:4 (1:2)
| Mazedonien                                           | Mazedonien | Portugal | Portugal |
| ---------------------------------------------------- | --- | --- | -------- |
| Mazedonien                                           | \| 23. Juni 2017 um 20:45 Uhr in Gdynia (GOSiR-Stadion) \| \| Zuschauer: 7.533 \| \| Schiedsrichter: Ivan Kružliak ( Slowakei) \| \| Spielbericht \| | \| 23. Juni 2017 um 20:45 Uhr in Gdynia (GOSiR-Stadion) \| \| Zuschauer: 7.533 \| \| Schiedsrichter: Ivan Kružliak ( Slowakei) \| \| Spielbericht \|                                                                                          | Portugal |
| Mazedonien                                           | Damjan Šiškovski – Mevlan Murati, Egzon Bejtulai, Gjoko Zajkov , Jovan Popzlatanov – Boban Nikolov, Enis Bardhi, David Babunski (74. Kire Markoski) – Viktor Angelov (57. Elif Elmas), Marjan Radeski (28. Visar Musliu), Nikola Gjorgjev Cheftrainer: Blagoja Milevski | Bruno Varela – Rebocho (18. Kévin Rodrigues), Tobias Figueiredo , Edgar Ié, João Cancelo – Renato Sanches (55. Ricardo Horta), Rúben Neves – Bruma, Daniel Podence (69. Diogo Jota), Iuri Medeiros – Gonçalo Paciência Cheftrainer: Rui Jorge | Portugal |
| Mazedonien                                           | 1:2 Enis Bardhi (40.) 2:3 Kire Markoski (80.) | 0:1 Edgar Ié (2.) 0:2 Bruma (22.) 1:3 Daniel Podence (57.) 2:4 Bruma (90.+1′) | Portugal |
| Mazedonien                                           | Babunski (49.), Musliu (63.), Siskovski (88.), Bardhi (90.+5′) | Paciência (86.), Figueiredo (90.+7′) | Portugal |
| Mazedonien                                           | Jota (90.+2′) | | Portugal |
| Mazedonien                                           | Spieler des Spiels: Bruma (Portugal) | | Portugal |
| 23. Juni 2017 um 20:45 Uhr in Gdynia (GOSiR-Stadion) | | |          |
| Zuschauer: 7.533                                     | | |          |
| Schiedsrichter: Ivan Kružliak ( Slowakei)            | | |          |
| Spielbericht                                         | | |          |

## Serbien – Spanien 0:1 (0:1)
| Serbien                                                                 | Serbien | Spanien | Spanien |
| ----------------------------------------------------------------------- | --- | --- | ------- |
| Serbien                                                                 | \| 23. Juni 2017 um 20:45 Uhr in Bydgoszcz (Zdzisław-Krzyszkowiak-Stadion) \| \| Zuschauer: 12.058 \| \| Schiedsrichter: Gediminas Mažeika ( Litauen) \| \| Spielbericht \|                                                                                               | \| 23. Juni 2017 um 20:45 Uhr in Bydgoszcz (Zdzisław-Krzyszkowiak-Stadion) \| \| Zuschauer: 12.058 \| \| Schiedsrichter: Gediminas Mažeika ( Litauen) \| \| Spielbericht \|                         | Spanien |
| Serbien                                                                 | Filip Manojlović – Nemanja Antonov, Miloš Veljković, Vukašin Jovanović, Aleksandar Filipović – Mijat Gaćinović, Nemanja Maksimović, Saša Lukić (87. Srđan Plavšić) – Andrija Živković, Uroš Đurđević , Nemanja Radonjić (71. Mihailo Ristić) Cheftrainer: Nenad Lalatović | Pau López – José Gayà, Mikel Merino, Yeray Álvarez, Álvaro Odriozola – Denis Suárez , Alejandro Grimaldo, Carlos Soler – Mikel Oyarzabal, Borja Mayoral, Iñaki Williams Cheftrainer: Albert Celades | Spanien |
| Serbien                                                                 | 0:1 Denis Suárez (38.) | | Spanien |
| Serbien                                                                 | Đurđević (21.), Jovanović (40.) | Merino (90.) | Spanien |
| Serbien                                                                 | Đurđević (41.) | | Spanien |
| Serbien                                                                 | Spieler des Spiels: Denis Suárez (Spanien) | | Spanien |
| 23. Juni 2017 um 20:45 Uhr in Bydgoszcz (Zdzisław-Krzyszkowiak-Stadion) | | |         |
| Zuschauer: 12.058                                                       | | |         |
| Schiedsrichter: Gediminas Mažeika ( Litauen)                            | | |         |
| Spielbericht                                                            | | |         |